# Ibn Khordadbeh
Abu'l Qasim Ubaid'Allah ibn Khordadbeh (820 - 912, persiska: ابوالقاسم عبیدالله ابن خردادبه) var en persisk skriftställare.
Hans verk gavs ut på franska av Abraham Konstantin Mouradgea d'Ohsson.